# Magyarnádalja
Magyarnádalja es un pueblo ubicado en el distrito de Körmend, en el condado de Vas, Hungría.

## Superficie
Posee una superficie de 3,850 kilómetros cuadrados.

## Demografía
Hasta 2019 la población era de 221 habitantes, con una densidad de población de 57,40 habitantes por kilómetro cuadrado.